# Станьков (Гомельская область)
Станьков (бел. Станькаў) — деревня в Старосельском сельсовете Рогачёвского района Гомельской области Беларуси.

## География
Расположена в 16 км к северу от Рогачёва, в 6 км от железнодорожной станции Старосельский (на линии Могилёв — Жлобин), в 137 км от Гомеля.

### Гидрография
На реке Добрица (приток реки Днепр).

## Транспортная сеть
Транспортные связи по просёлочной, затем автомобильной дороге Старое Село — Рогачёв. Планировка состоит из почти прямолинейной меридиональной улицы, к которой присоединяются с запада один, с востока — 2 переулка. Застройка деревянная, двусторонняя, усадебного типа.

## История
По письменным источникам известна с XVII века. Под 1696 год обозначена как селение в приходе Рогачёвской замковой церкви. В 1704—1832 годах действовал монастырь кармелитов. Упоминается в 1756 году как деревня в Рогачёвском войтовстве Рогачёвского староства. В XIX веке — в Кистенёвской волости Рогачёвского уезда Могилёвской губернии. По ревизским материалам 1859 года владение помещицы А. К. Печковской. С 1880 года работал хлебозапасный магазин. Согласно переписи 1897 года действовали часовня, мельница. В 1909 году 1587 десятин земли. В 1912 году построено здание школы.
С 20 августа 1924 года до 14 апреля 1960 года центр Станьковского сельсовета. В 1930 году организован колхоз. Во время Великой Отечественной войны деревенская молодежь (руководитель подпольной группы В. Е. Крапицкая) передала партизанам 2 пулемета, 9 винтовок, 17 гранат, 900 патронов, 60 детонаторов. К партизанам присоединились 30 человек. Оккупанты убили 15 жителей. В боях за деревню и окрестности погибли 405 советских солдат (похоронены в братской могиле в центре деревни). 34 жителя погибли на фронте. Согласно переписи 1959 года центр совхоза-комбината «Заречье» и подсобного хозяйства районного объединения «Сельхозхимия». Располагались 9-летняя школа, клуб, библиотека, амбулатория, ветеринарный участок, отделение связи, столовая, магазин.

## Население
- 1897 год — 63 двора, 452 жителя (согласно переписи).
- 1909 год — 72 двора, 587 жителей.
- 1925 год — 157 дворов.
- 1959 год — 350 жителей (согласно переписи).
- 2004 год — 72 хозяйства, 152 жителя.